# White Island (Grenada)
White Island ist eine zu Grenada gehörende, sehr kleine unbewohnte Insel der Kleinen Antillen in der Karibik zwischen Grenada und dem nördlich gelegenen St. Vincent.

## Geographie
Die Insel gehört zur Inselgruppe von Carriacou. Sie liegt unmittelbar vor der Südküste von Carriacou, zusammen mit den kleinen Nachbarinseln Saline Island, Mushroom Island sowie den Cassada Rocks.